# 演鏢鱸
演鏢鱸為輻鰭魚綱鱸形目鱸亞目河鱸科的其中一種，分布於美國中部的淡水流域，體長可達7.7公分，棲息在沙石底質的溪流，屬肉食性，以水生昆蟲為食。